# Liste der Zwei-Schornsteiner der Deutsch-Australischen Dampfschiffs-Gesellschaft
Die Deutsch-Australische Dampfschiffs-Gesellschaft operierte als Reederei 1888 bis 1926 und unterhielt von 1889 bis 1914 einen Linienbetrieb zwischen Hamburg und Australien. Hierbei setzte sie unter anderem eine Serie von zwölf Frachtern, gebaut durch die Flensburger Schiffbau-Gesellschaft ein, die durch zwei schmale, eng beieinander stehende Schornsteine auffielen.
| in Dienst | Name      | Tonnage           | Bau-Nr. | Schicksal |
| 1897      | Meissen   | 4487 BRT          | 167     | 1913 verkauft an Reederei AG Oceana, Hamburg: Woglinde, Einsatz USA-NZ/Auz,                                                                                 |
| 1898      | Elbing    | 4884 BRT          | 172     | 1919 ausgeliefert, 1921 Ankauf durch die Reederei Kayser AG, Hamburg: Heinrich Kayser, 1922 gesunken, 43 Tote                                               |
| 1898      | Bielefeld | 4460 BRT          | 178     | 1914 Sperrbrecher, zweimal torpediert, 1919 ausgeliefert, 1920 weiter an Japan: Kobun Maru, 1929 gesunken                                                   |
| 1898      | Varzin    | 4455 BRT          | 181     | 1914 von Briten beschlagnahmt, 1919 vom Secretary of State for India in Bombay eingesetzt, 1922 Electra Stavroudi/GR, 1929 Abbruch                          |
| 1899      | Harburg   | 5134 BRT          | 186     | 1914 in New York, 1917 beschlagnahmt: Pawnee, 1928 Abbruch                                                                                                  |
| 1899      | Itzehoe   | 5134 BRT          | 187     | 1911 am Kap Recife in der Nähe von Port Elizabeth gestrandet. Heute beliebtes Tauchziel.                                                                    |
| 1900      | Duisburg  | 4520 BRT          | 196     | 1915 an G. Siemers & Co, Hamburg,: Bürgermeister von Melle, 1924 Abbruch                                                                                    |
| 12.1900   | Magdeburg | 5154 BRT 7150 tdw | 201     | 1914 in New York, 1917 beschlagnahmt: Neuse, 1923 Abbruch                                                                                                   |
| 1900      | Kiel      | 4510 BRT 7070 tdw | 202     | 1914 in Wilmington (Delaware), 1917 beschlagnahmt: U-Boot-Tender USS Camden (AS-6), 1931 a. D., 1949 Abbruch                                                |
| 6.1901    | Laeisz    | 5157 BRT          | 205     | einziger Linienfrachter der DADG, der nicht nach einem Ort benannt war, am 16. März 1908 auf der Heimreise im Roten Meer auf ein Riff gelaufen und gesunken |
| 1901      | Apolda    | 4939 BRT          | 207     | 1914 in Kapstadt beschlagnahmt, 1919 an Südafrika, Südafrika-Indien-Australien-Südafrika-Dienst, 1932 Abbruch                                               |
| 1901      | Rostock   | 4957 BRT          | 208     | 1914 in Port Said beschlagnahmt, als Huntsmoor eingesetzt, am 20. Februar 1918 durch UB 40 versenkt.                                                        |